# Condor (Courfaivre)
Condor is een Zwitsers historisch merk van motorfietsen.

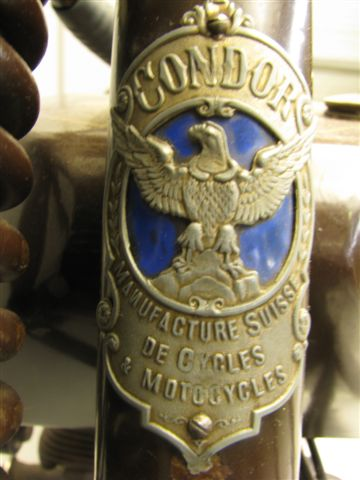

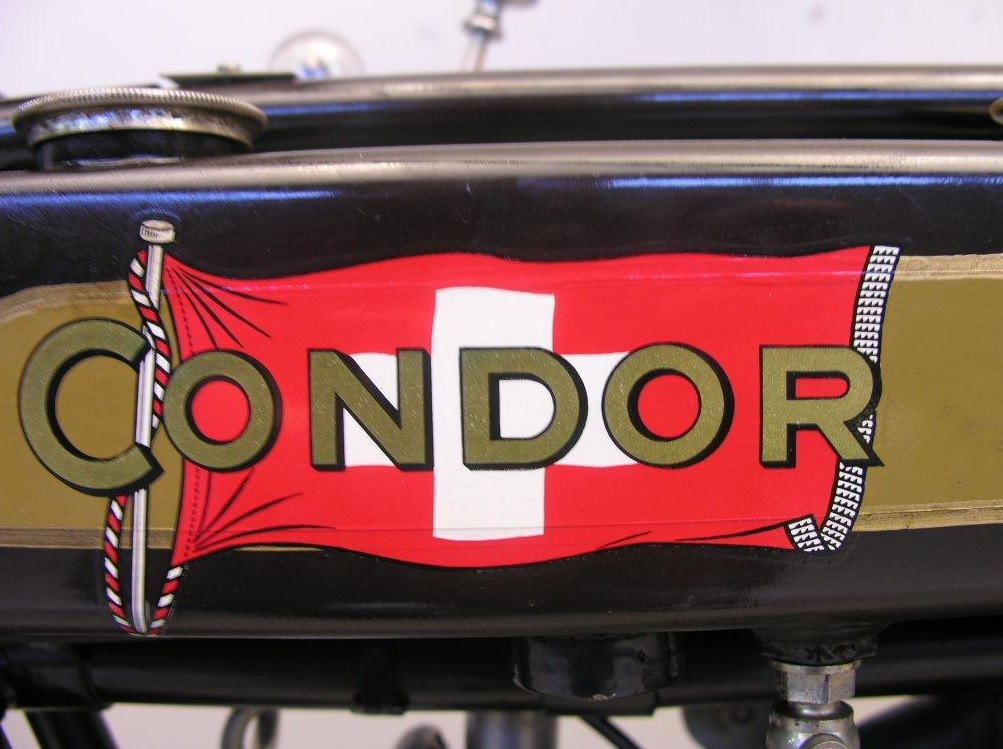

De bedrijfsnaam was: Manifacture Suisse des Cycles et Motos, later Condor-Werke AG, Courfaivre.
Dit Zwitserse motormerk ontstond uit de fabriek van de broers Eduard en Jules Scheffer waar fietsen en waarschijnlijk machines voor de productie van horloges werden gemaakt.
Eduard had deze fabriek in 1891 opgericht en niet veel later kwam zijn broer Jules in het bedrijf. In 1894 experimenteerden ze al met stoommotoren, maar tot productie kwam het nog niet.
In 1898 kwam ingenieur Otto Fricker bij Condor werken. Otto was getrouwd met een dochter van Eduard Scheffer en werd eerst bedrijfsleider en in 1904 directeur van het bedrijf. Hij bleef dat tot aan zijn dood in 1951.
In 1901 begon Fricker met de productie van 1½pk-motorfietsen met inbouwmotoren van Zedel en een clip-on motor voor fietsen, mogelijk ook van Zedel. Deze modellen hadden riemaandrijving en magneetontsteking en, vanwege hun "fiets"verleden, een terugtraprem. Het 210cc-model haalde 60 km/h en verbruikte 2½ liter brandstof op 100 kilometer.
De populariteit van de Condor-motorfietsen steeg snel en in de jaren tot aan de Eerste Wereldoorlog werd een uitgebreid scala aan nieuwe modellen van 250- tot 1.000 cc met inbouwmotoren van MAG uitgebracht.
Na 1918 werden vooral MAG-blokken van 246- tot 746 cc gebruikt. In de jaren twintig werd een eigen V-twin gemaakt, maar men bleef de MAG-blokken gebruiken. Er kwam een 248cc-model met primaire riemaandrijving en secundaire kettingaandrijving en een 648cc-V-twin met drie versnellingen en kettingaandrijving. In de jaren dertig leverde men ook Condor-motorfietsen met 147- tot 198cc-Villiers-blokken en er werden incidenteel ook Moser-blokken toegepast, maar in hoofdzaak werden nog steeds MAG-motoren in verschillende inhoudsmaten gebruikt.
Na 1945 produceerde men een eigen 346cc-tweetakt paralleltwin en in 1947 verscheen het nieuwe topmodel van Condor: de Condor C 580 met een 577cc-luchtgekoelde tweecilinder zijklep--boxermotor. Die machine was al in 1944 voorgesteld, maar werd pas drie jaar later in productie genomen. In 1948 volgde een 744cc-versie. Beide machines hadden asaandrijving en starre (ongeveerde) frames.
Niet lang hierna presenteerde men de 122cc-Condorette met drie versnellingen. In 1951 kreeg de Condorette een 125cc-ILO-motor en in dat jaar bouwde men ook een prototype van een 350cc-tweecilinder tweetaktmotor, die een bijna perfecte kopie van een Jawa was.
In 1953 maakte men de Condor-Puch scooter, die één jaar in licentie gebouwd werd. Eind 1954 werd begonnen met de import van Puch bromfietsen die onder de naam Condor-Puch werden verkocht. In 1957 bouwde men een machine met 250 cc Maserati-motor waarvan er maar vijftien gemaakt werden.
Inmiddels werden de zware boxermotoren vooral verkocht aan overheidsdiensten en de productie van politie- en militaire motorfietsen werd steeds belangrijker. In 1967 ging het merk Condor samenwerken met Ducati. De 350cc-eencilindermotor van de Ducati Scrambler werd gebruikt om een militaire motorfiets te ontwikkelen, de A 350. Aanvankelijk was het de bedoeling alleen het motorblok in te kopen, maar uiteindelijk werd bijna de hele motorfietsen in Italië in onderdelen geproduceerd en in Zwitserland geassembleerd.
Condor bestaat nog steeds maar maakt voornamelijk hoogwaardige onderdelen voor diverse bedrijven. In de zomer van 2007 werd het bedrijf "Condor Werke AG" opgeheven maar een nieuw bedrijf ging door als "Condor International".
- Voor andere merken met de naam Condor, zie Condor (Braunschweig) - Condor (Coventry) - Condor (Nederland) - Condor (Taiwan)

## Afbeeldingen

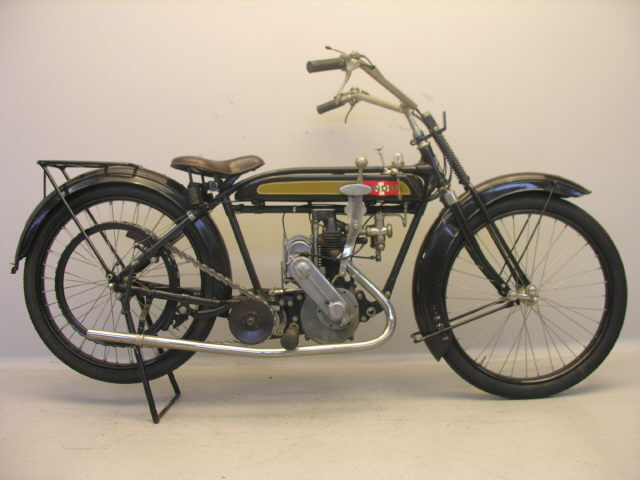
Condor model Moto Chassis met een 250 cc MAG-motor uit 1923
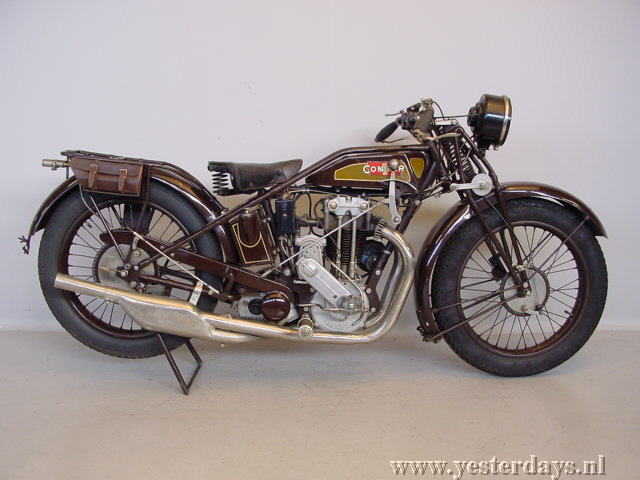
Condor 350 cc Grand Sport uit 1926
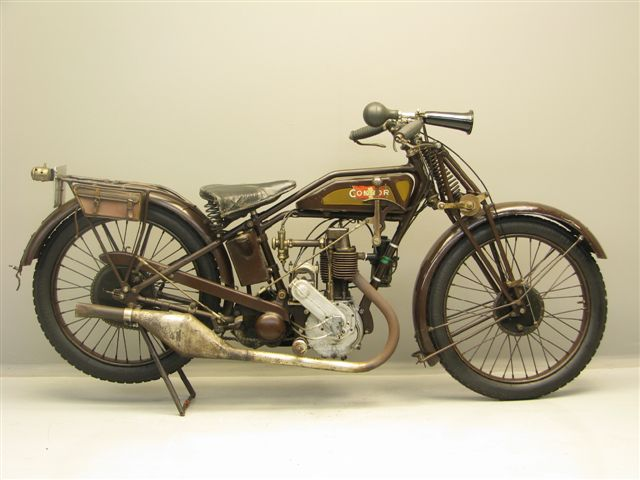
Condor model 311 Populaire uit 1928 met een 350 cc MAG kop/zijklepmotor
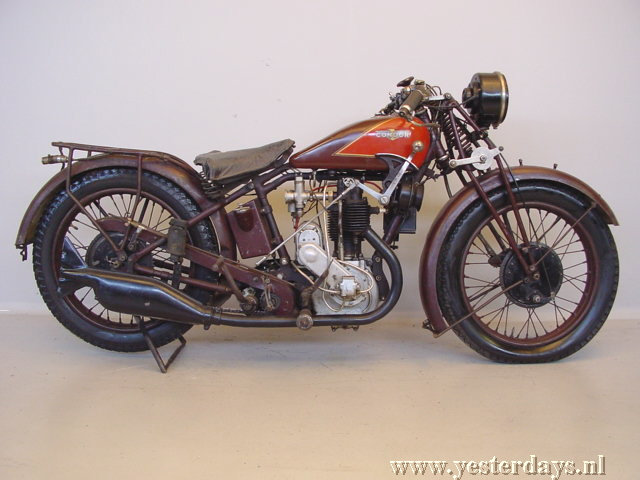
Condor Populaire (500 cc MAG) uit 1929
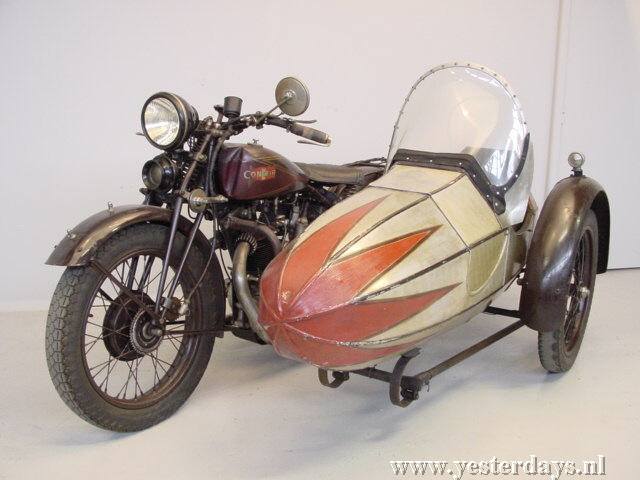
Condor 722 (500 cc MAG) zijspancombinatie
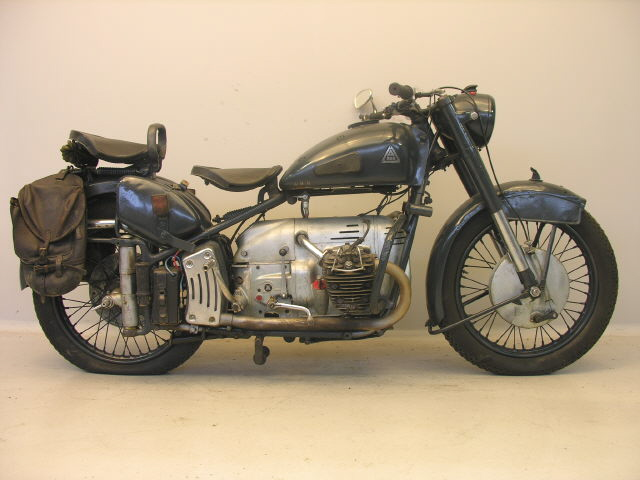
Echt beroemd werd Condor met de zware tweecilinder boxermotoren, die voornamelijk in militaire uitvoering werden gebouwd. Dit is een A 580-I uit 1952, inmiddels voorzien van plunjervering
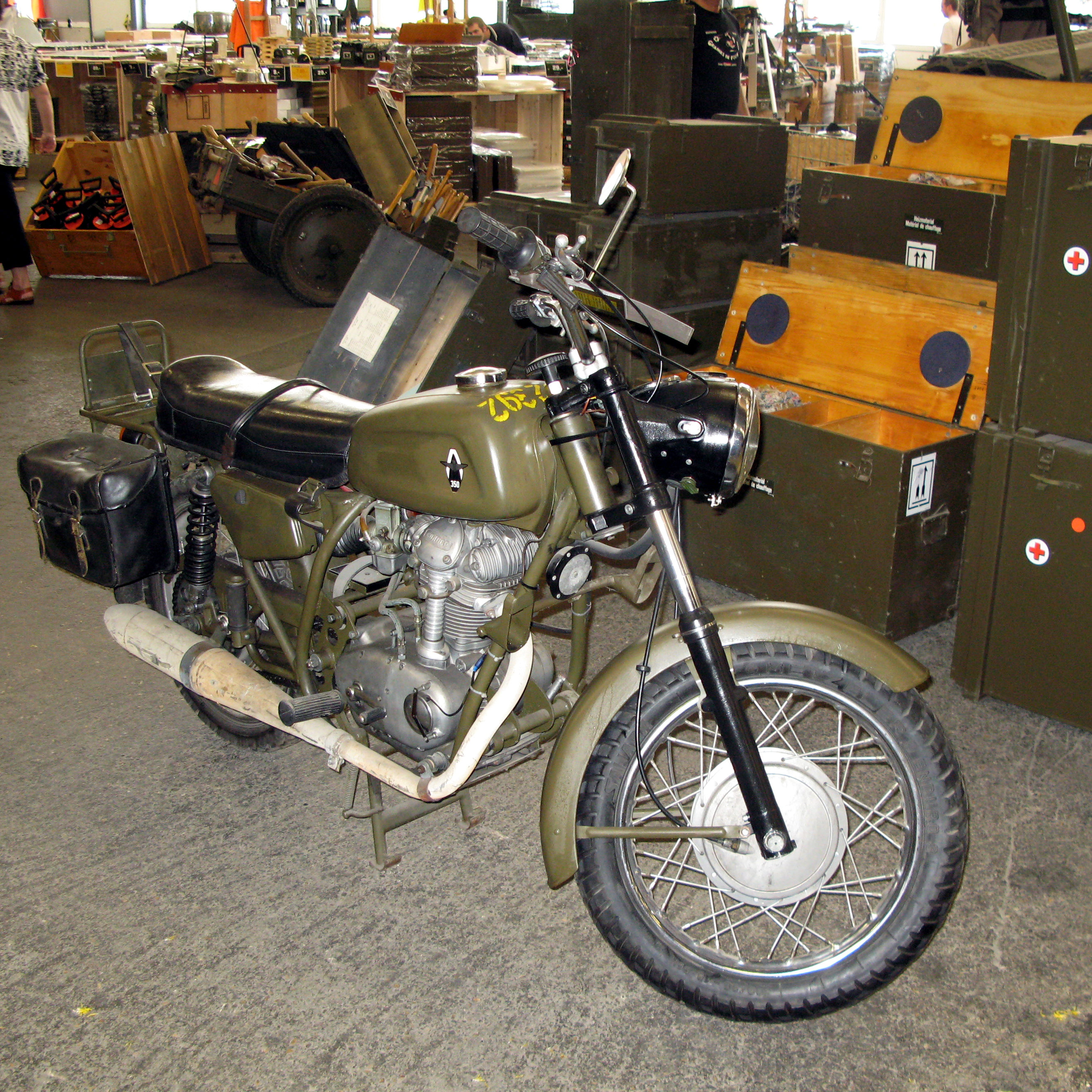
Condor A 350 militaire motorfiets met het Ducati-koningsasblok